# Władlen Michajłow
Władlen Michajłow (ros. Владлен Михайлович Михайлов; ur. 24 stycznia 1925 w Syczowce, obwód smoleński, zm. 23 listopada 2004) – generał armii, oficer Armii Czerwonej, ostatni szef Głównego Zarządu Wywiadowczego Sztabu Generalnego Sił Zbrojnych ZSRR (wywiadu wojskowego).

## Życiorys
Urodził się w rodzinie kołchoźników. W 1942 roku, po ukończeniu szkoły średniej. wstąpił do Armii Czerwonej. Dwa lata później, w 1944 roku, po ukończeniu szkoły wojskowej we Władywostoku został oficerem i początkowo służył na Dalekim Wschodzie. W 1954 roku ukończył Akademię Wojskową im. Michaiła Frunzego i objął dowództwo dywizji w Nadbałtyckim Okręgu Wojskowym i w Grupie Wojsk Radzieckich w Niemczech. W latach 1966–1968 ukończył Akademię Sztabu Generalnego, dowodził dywizją, następnie do 1987 pełnił służbę sztabową, był szefem sztabu Turkiestańskiego Okręgu Wojskowego, a następnie pracował w sztabie generalnym. 
W 1987 roku został zastępcą Szefa Sztabu Generalnego Sił Zbrojnych ZSRR i szefem Głównego Zarządu Wywiadowczego. 
Po sierpniowym puczu, w październiku 1991 roku został zdjęty ze stanowiska i przeniesiony do grupy inspektorów Ministerstwa Obrony.